# 63305 Бобкеппле
63305 Бобкеппле (63305 Bobkepple) — астероїд головного поясу, відкритий 17 березня 2001 року.
Тіссеранів параметр щодо Юпітера — 3,168.